# Осмица (алпинизъм)
Вижте пояснителната страница за други значения на Осмица.
Осмица е приспособление в алпинизма. Изработва се от алуминий (по-рядко стомана) и има формата на цифрата 8 (осем), откъдето носи името си. Използва се при спасителни операции. Позволява спускане с въже, при което може да се регулира скоростта чрез триенето. Понякога може да се получи усукване на въжето. Вместо заоблена, може да има квадратна форма.